# Johnston Murray
Johnston Murray, född 21 juli 1902 i Emet i Indianterritoriet (i nuvarande Johnston County, Oklahoma), död 16 april 1974 i Oklahoma City, var en amerikansk demokratisk politiker. Han var Oklahomas guvernör 1951–1955. Han var son till William H. Murray som var Oklahomas guvernör 1931–1935.
Murray arbetade bland annat inom oljeindustrin. År 1946 avlade han juristexamen vid Oklahoma City University och var därefter verksam som advokat. I guvernörsvalet 1950 besegrade han republikanen Jo D. Ferguson och obundna kandidaten Mickey Harrell. Murray efterträdde 1951 Roy J. Turner som Oklahomas guvernör och efterträddes 1955 av Raymond D. Gary. Murray avled 1974 och gravsattes i Tishomingo.